# Milano Open
Het Milano Open was een golftoernooi van de Europese Challenge Tour van 1991-1993. Het toernooi werd gespeeld op de Zoate Golf Club. De baan heeft een par van 72.
| Jaar | Baan               | Winnaar             | Score       | Eerste prijs | Info |
| ---- | ------------------ | ------------------- | ----------- | ------------ | ---- |
| 1991 | Golf Club di Zoate | Jean Charles Cambon | ?           | € 6,008.27   |      |
| 1992 | Golf Club di Zoate | Nick Godin          | ?           | €            |      |
| 1993 | Golf Club di Zoate | Mark Litton         | 72-67-69-67 | € 11,202.51  |      |

Van 29 juni - 1 juli 2011 werd op dezelfde baan het Zoate Milano Open gespeeld, dat deel uitmaakte van de Alps Tour.
1990 ·
1991 ·
1992 ·
1993 ·
1994 ·
1995 ·
1996 ·
1997 ·
1998 ·
1999 ·
2000 ·
2001 ·
2002 ·
2003 ·
2004 ·
2005 ·
2006 ·
2007 ·
2008 ·
2009 ·
2010 ·
2011 ·
2012 ·
2013 ·
2014